# Thieuloy-Saint-Antoine
Thieuloy-Saint-Antoine är en kommun i departementet Oise i regionen Hauts-de-France i norra Frankrike. Kommunen ligger i kantonen Grandvilliers som tillhör arrondissementet Beauvais. År 2022 hade Thieuloy-Saint-Antoine 381 invånare.

## Befolkningsutveckling
Antalet invånare i kommunen Thieuloy-Saint-Antoine
| Referens: INSEE |